# M1919 Browning
Browning M1919 (nebo jen M1919) je těžký vzduchem chlazený kulomet, který používali spojenci, a to především armáda USA. Kulomet vychází ze svého předchůdce kulometu M1917, který měl vodou chlazenou hlaveň. Oproti M1917 měl M1919 hlaveň chlazenou vzduchem, z čehož vyplývá, že mohl střílet kratšími dávkami než M1917, ale byl snadněji přenosný.
Používaný byl především v tancích, jejichž výroba se za první světové války v USA rozbíhala. S koncem války byla většina zakázek zrušena, ale kulomet se nadále vyvíjel. M1919 byl vyráběn v řadě verzí velmi dlouhou dobu – jeho přednostmi byla velká spolehlivost a použití v jakýchkoliv podmínkách (např. severní Afrika, západní Evropa, východní Asie). Většinou byl používán s trojnožkou, ale i na různých lafetách na zemi i na vozidlech (např. Jeep Willys). V upravené verzi byl opatřen pažbou a sloužil i jako lehký kulomet. V některých státech na světě se můžete setkat s kulomety M1919 dodnes. Z tohoto kulometu konstrukčně vychází také Browning vz. 1924, později velmi známý jako Browning M2, který se používá v hojném množství dodnes. Lze říci, že Browning M2 je zvětšená verze M1919.

## Konstrukce
Tento kulomet funguje na principu využití energie zpětného rázu při výstřelu. Využívá krátký zákluz hlavně, náboj v nábojové komoře je uzamčen přímoběžným závěrem s uzamykacím závorovým blokem vloženým do pouzdra zbraně. Závora má tvar vertikálně posuvného bloku. Pro pohyb nosiče závorníku oproti závorníku při odemykání a pro urychlení nosiče vzad je použit pákový výkyvný zrychlovač otáčející se ve vodorovné rovině. Zásobování kulometu je řešeno tkaninovým nábojovým pásem vkládaným do kulometu zleva. To je při použití s náboji s drážkou zvláštní. Použito u kulometů Maxim a odvozených Vickers[zdroj⁠?!], ty ovšem používají náboje s okrajovou nábojnicí. Kovové článkové rozpadavé nábojové pásy se nejdříve zaváděly pro zbraně v letadlech a s jejich použitím u pěchoty se zpočátku nepočítalo. Po vylodění spojenců se u pěchoty mohly objevit kovové pásy M1, ale jednalo se spíše o výjimky. Větší rozšíření nastalo během války v Koreji, ale i zde se stále objevovaly látkové pásy. Oproti většině ostatních kulometů M1919 střílí z uzavřeného závěru. To znamená, že před výstřelem je náboj vložený v komoře. Toto řešení zvyšuje přesnost střelby, ale zároveň může vést k samovolné střelbě zbraně, při iniciaci náboje teplem v hlavni přehřáté delší střelbou. U vodou chlazené verze M1917 se hlaveň tolik nezahřívala. U kulometu M1919 se použila tzv. těžká hlaveň, která lépe absorbovala a rozváděla teplo. Byl u ní také použit kryt hlavně, který chránil obsluhu před popálením během střelby. Také měl vpředu vodicí ložisko pro zákluz hlavně a pro její vyjmutí. Kryt hlavně měly proto i letecké kulomety.  

## Verze používané pozemním vojskem
- M1919A1 – První pokus o úpravu jako lehký kulomet, byl proto osazen lehkou hlavní a dvojnožkou. Velmi rychle se ukázalo, že se u něj rychle přehřívala hlaveň a proto mohl střílet pouze krátké dávky a jako podpůrná zbraň je v této podobě nepoužitelný.
- M1919A2 – používán americkou jízdou
- M1919A3
- M1919A4 – Používán pěchotou, nejpoužívanější verze (438971 ks).
- M1919A5 – Na kulometu byla úprava pro možnost nasazení na lafetu. Byl lafetován na tancích, obrněných transportérech, Jeepech a vyloďovacích prostředcích.
- M1919A6 – Používán pro posílení palebné síly pěchoty zaveden až ke konci války, měl plnit úlohu lehkého kulometu, byl proto vybaven kuželově zužující se hlavní, držadlem pro snadnější přenášení a pažbou, jenomže byl ve výsledku těžší než kulomet Lewis, používaný Brity za 1. světové války, přesto znamenal zlepšení, protože z obsluhy kulometu ubyl nosič trojnožky. Velkého uplatnění se kulomet dočkal během války v Koreji.

Základní parametry:
- délka: 964 mm (M1919A4), 1.346 mm (M1919A6)
- délka hlavně: 609 mm
- ráže: .30-06 Springfield
- kadence: 450–600 ran/min
- zásobování: tkaný pás 100 nebo 250 nábojů

## Verze používané letectvem
Existovala také verze s kadencí zvýšenou na 700 ran / min. Protože ale s pomocí belgických zbrojařů byl upraven výkonnější kulomet M2 pro použití v letadlech odlehčením a zvýšením kadence. Vážil pouze o 1/3 hm M1919 víc než M1919 a dosahoval kadence 1 200 ran / min. (Některé verze údajně i 1 500 ran / min).  Letecký kulomet M1919 byl dodáván hlavně spojencům, pro Velkou Británii byl z původního amerického náboje překomorován na britský náboj .303 (7,7 mm), tzn. vývrt hlavně a nábojová komora. Britská RAF jej používala na stíhacích letounech a na bombardérech až do konce světové války. 

## Další ráže
Kulomety M1919 existovaly také v těchto rážích:
- .303 British – Britská letecká a tanková verze.[zdroj⁠?!]
- 8 × 57 IS (7,92 mm) – pro použití v Evropě s ukořistěnou německou municí, případně pro partyzánské a odbojové skupiny.
- 6,5 × 55mm a 8 × 63 mm jako Švédský Carl Gustaf SGF
- později byla řada M1919 upravena na ráži 7,62 x 51 mm NATO a používána až do roku 1990, některými spojenci dosud.

## Uživatelé
- Argentina
- Austrálie
- Řecko
- Rakousko
- Belgie
- Kambodža – místní označení M30
- Kanada
- Kolumbie
- Dánsko
- Egypt
- Francie
- Japonsko
- Indie – (omezené množství)
- Turecko
- Myanmar (Barma)
- Filipíny
- Zambie
- Jižní Korea
- Jižní Vietnam
- JAR
- Thajsko
- Spojené království
- USA
- Švédsko